# Евсеев, Никита Сергеевич
Ники́та Серге́евич Евсе́ев (род. 10 мая 2004, Альметьевск, Россия) — российский хоккеист, защитник. Игрок системы хоккейного клуба «Ак Барс», выступающего в КХЛ. Мастер спорта России (2024).

## Биография

### Клубная карьера
Никита Евсеев родился в Альметьевске, где начал заниматься хоккеем в системе местного хоккейного клуба «Нефтяник». В 2020 году провёл свой первый матч в Молодёжной хоккейной лиге за команду «Спутник» из Альметьевска.
3 сентября 2022 года Евсеев провёл свой первый матч в рамках КХЛ, в возрасте 18 лет выйдя на лёд в составе казанского «Ак Барса» в матче против московского «Динамо», завершившегося для его команды поражением со счётом 0:2. 19 октября 2022 года Евсеев забил свой первый гол в КХЛ в матче против магнитогорского «Металлурга», завершившегося победой «Ак Барса» в овертайме (3:2). 30 октября 2022 года Евсеев впервые в карьере забросил две шайбы в одном матче КХЛ, в котором «Ак Барс» обыграл «Нефтехимик» со счётом 5:2. 5 апреля 2023 года Евсеев забросил свою первую шайбу в плей-офф КХЛ, отличившись в третьем матче финала Восточной конференции против омского «Авангарда», чем помог своей команде одержать победу со счётом 3:2 (ОТ). По итогам финалов конференций Никита Евсеев был признан лучшим новичком раунда. Всего в своём первом сезоне в КХЛ Евсеев набрал 7 (5+2) очков в регулярном сезоне и 4 (1+3) очка в плей-офф и стал серебряным призёром Кубка Гагарина.
В сезоне 2023/24 Евсеев провёл 19 матчей за «Ак Барс» в регулярном чемпионате КХЛ, в которых набрал 3 очка. Оставшуюся часть сезона провёл в ВХЛ, выступая за казанский «Барс» и альметьевский «Нефтяник». В составе последнего стал обладателем Кубка Петрова.

## Достижения

### Командные

#### ВХЛ
| Год  | Команда                | Достижение                    |
| ---- | ---------------------- | ----------------------------- |
| 2024 | Нефтяник (Альметьевск) | Обладатель Кубка Петрова 2024 |

#### КХЛ
| Год  | Команда | Достижение                   |
| ---- | ------- | ---------------------------- |
| 2023 | Ак Барс | Финалист Кубка Гагарина 2023 |

### Личные
| Год  | Достижение           |
| ---- | -------------------- |
| 2024 | Мастер спорта России |

## Статистика
| Легенда | Легенда                    | Легенда | Легенда                   | Легенда | Легенда    |
| ------- | -------------------------- | ------- | ------------------------- | ------- | ---------- |
| И       | Количество проведённых игр | Штр     | Штрафное время            | +/−     | Плюс-минус |
| Г       | Голы                       | П       | Голевые передачи          | О       | Очки       |
| -       | Статистика неизвестна      | —       | Статистика не учитывалась |         |            |